# 회네포스 BK

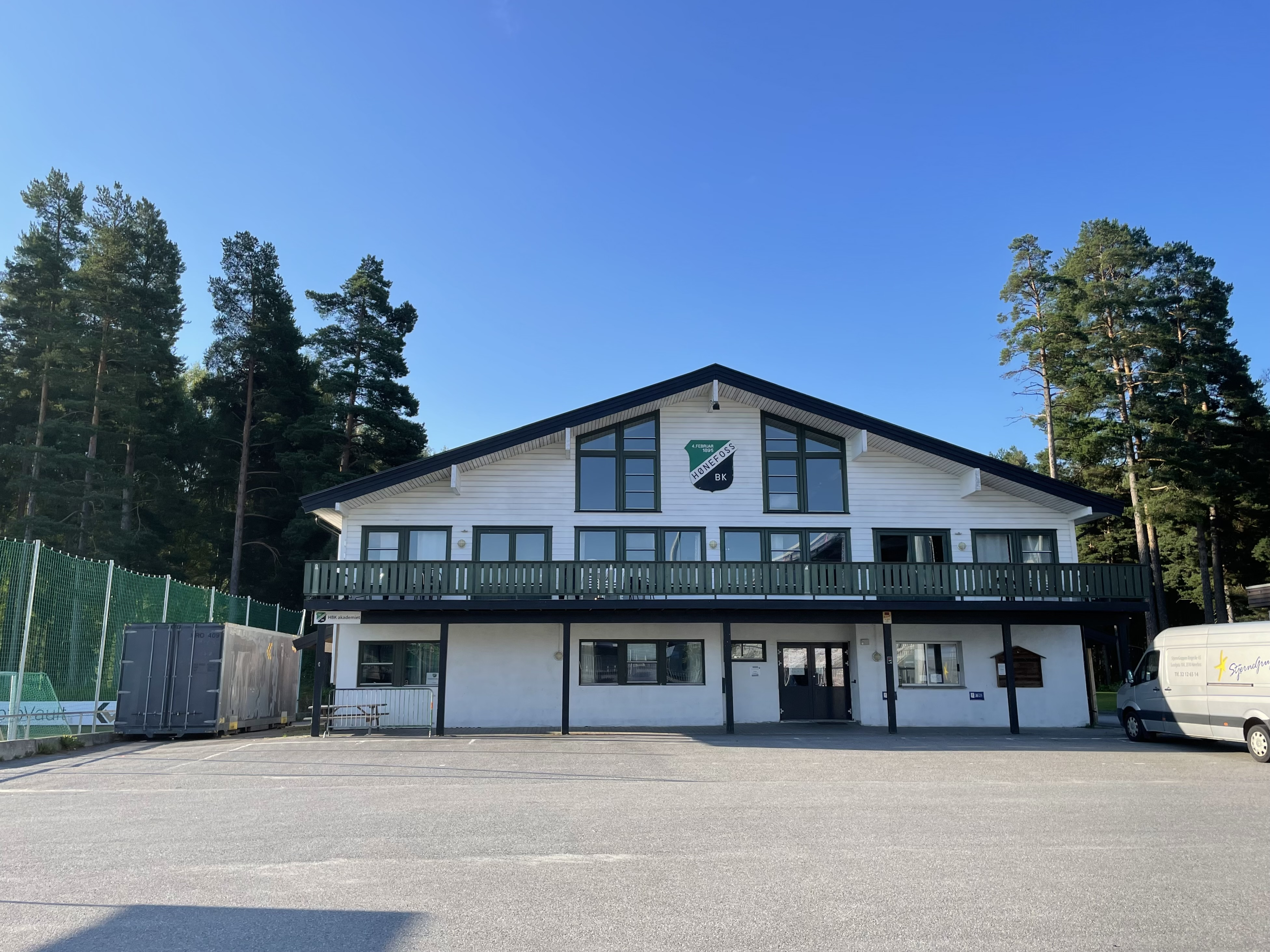

회네포스 BK(Hønefoss Ballklubb, Hønefoss BK)은 1895년에 창단된 노르웨이 회네포스의 축구 클럽으로, 현재 아데콜리겐에서 활동하고 있다.

## 선수 명단

### 현역
참고: FIFA 자격 규정에 따라 소속된 국가대표팀 국기를 표시합니다. 선수는 복수의 FIFA 비회원국 국적을 가지고 있을 수 있습니다.
| 번호 | 포지션 | 국적 | 이름               |
| ---- | ------ | ---- | ------------------ |
| 9    | FW     |      | 휴고 벤자민 스벤손 |

| 번호 | 포지션 | 국적 | 이름 |
| ---- | ------ | ---- | ---- |

## 역대 감독
| 감독          | 임기   |
| ------------- | ------ |
| 페르 브로겔란 | 2001   |
| 군나르 할레   | 2023 ~ |